# 腦忽
腦忽（?—?），元定宗贵由的次子。
贵由死后，拔都定议，立蒙哥，贵由的儿子们和窝阔台的后代不服，计划反对蒙哥。蒙哥即位，会盟诸王，脑忽与兄忽察、从兄失烈门，藏兵器在车中，载以至。事法，审问得实，忽察、脑忽免死，安置和林西失剌豁罗罕之地。《元史》记载忽察子完者也不干，脑忽无子。《史集》记载脑忽有一子察八忒。

## 资料来源
- 《元史·宗室世系表》
- 《新元史》